# Куранах

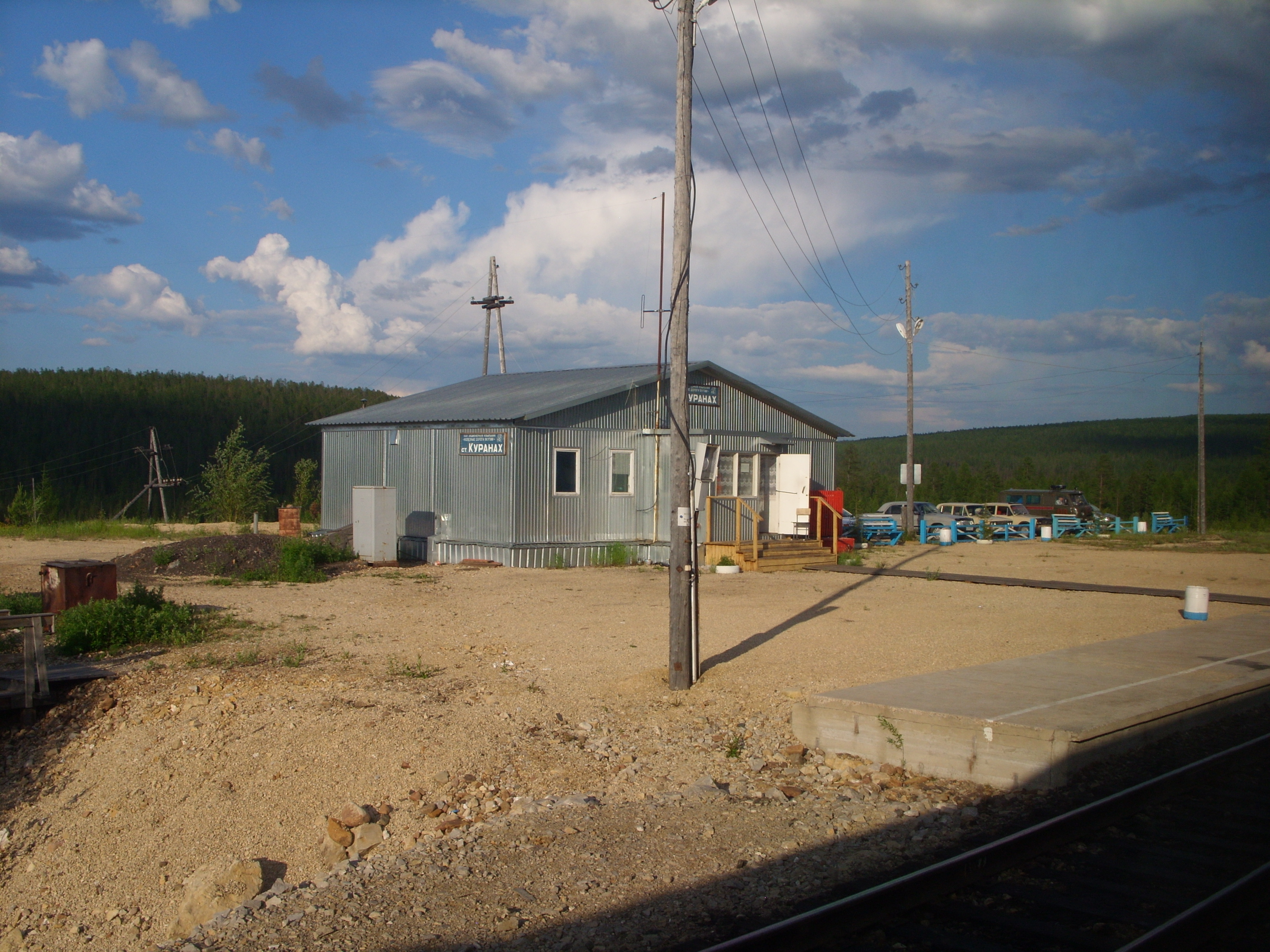
Вокзал

58°47′28″ пн. ш. 125°33′08″ сх. д. / 58.791111111111° пн. ш. 125.55222222222° сх. д.
Куранах (якут. Кураанах) — станція Якутської залізниці (Росія), розміщена на дільниці Нерюнгрі-Пасажирська — Нижній Бестях між станціями Алдан (відстань — 32 км) і Томмот (51 км). Відстань до ст. Нерюнгрі-Пасажирська — 310 км, до транзитного пункту Тинда — 539 км.
Відкрита у 2004 році.
Розташована на південній околиці Нижнього Куранаха Алданського району Республіки Саха.